# I Found Out
〈I Found Out〉는 영국의 음악가 존 레논의 1970년 음반 《John Lennon/Plastic Ono Band》의 곡이다.